# Барньовка (Росія)
Барньо́вка (рос. Барнёвка) — присілок у складі Шадрінського району Курганської області, Росія. Входить до складу Красномильської сільської ради.
Населення — 37 осіб (2010, 30 у 2002).
Національний склад станом на 2002 рік: росіяни — 100 %.